# Arturo Antonio Szymanski Ramírez
Arturo Antonio Szymanski Ramírez (* 17. Januar  1922 in Tampico; † 29. Mai 2018) war ein römisch-katholischer Geistlicher und Erzbischof von San Luis Potosí. Er war eine der wichtigsten Persönlichkeiten der Kirche in Mexiko.

## Leben
Arturo Antonio Szymanski Ramírez, Sohn eines polnischen Vaters und einer mexikanischen Mutter, studierte Philosophie und Theologie am Seminar in San Luis Potosí und am Seminar von Montezuma, an dem mexikanische Studenten in den Vereinigten Staaten ausgebildet wurden, sowie Kirchenrecht an der Universität von Washington. Er empfing am 22. März 1947 die Priesterweihe und war Lehrer für Latein, Englisch und Griechisch am Seminar von Tamaulipas, später unterrichtete er zudem Philosophie, Theologie und Kirchenrecht. Zuletzt war er Rektor des Priesterseminars und Diözesanrichter.
Papst Johannes XXIII. ernannte ihn am 20. April 1960 zum Titularbischof von Cerasus und zum Koadjutorbischof mit dem Recht der Nachfolge von San Andrés Tuxtla. Der Bischof von Tampico, Ernesto Corripio y Ahumada, spendete ihm am 21. Juni desselben Jahres die Bischofsweihe. Mitkonsekratoren waren der Bischof von Chilapa, Fidel Cortés Pérez, und der Bischof von Matamoros, Estanislao Alcaraz y Figueroa. Nach dem Tod Jesús Villareal y Fierros am 21. März 1965 folgte er diesem als Bischof von San Andrés Tuxtla nach.
Er nahm an allen vier Sitzungsperioden des Zweiten Vatikanischen Konzils als Konzilsvater teil. Während der zweiten Sitzungsperiode saß er neben Stefan Wyszyński und lernte dabei im Oktober 1962 Karol Józef Wojtyla, den späteren Papst Johannes Paul II., kennen; beide pflegten eine Freundschaft bis zum Lebensende von Johannes Paul II.
Papst Paul VI. ernannte ihn am 13. August 1968 zum Bischof von Tampico. Am 27. Januar 1987 wurde er durch Papst Johannes Paul II.  zum Bischof von San Luis Potosí ernannt. Nach der Erhebung zum Erzbistum wurde er am 5. November des nächsten Jahres der erste Erzbischof von San Luis Potosí. Am 20. Januar 1999 nahm Johannes Paul II. sein altersbedingtes Rücktrittsgesuch an.